# Мангам (Оклахома)
Мангам (енгл. Mangum) град је у америчкој савезној држави Оклахома.

## Демографија
По попису из 2010. године број становника је 3.010, што је 86 (2,9%) становника више него 2000. године.
| Група             | 2000.         | 2010.         |
| Белци             | 2.375 (81,2%) | 2.388 (79,3%) |
| Афроамериканци    | 197 (6,7%)    | 115 (3,8%)    |
| Азијати           | 3 (0,1%)      | 4 (0,1%)      |
| Хиспаноамериканци | 246 (8,4%)    | 389 (12,9%)   |
| Укупно            | 2.924         | 3.010         |